# 9 يونيو
- السبت
- الأحد
- الاثنين
- الثلاثاء
- الأربعاء
- الخميس
- الجمعة

- 314 ذو الحجة 1446  هـ
- 15 ذو الحجة 1446  هـ
- 26 ذو الحجة 1446  هـ
- 37 ذو الحجة 1446  هـ
- 48 ذو الحجة 1446  هـ
- 59 ذو الحجة 1446  هـ
- 610 ذو الحجة 1446  هـ
- 711 ذو الحجة 1446  هـ
- 812 ذو الحجة 1446  هـ
- 913 ذو الحجة 1446  هـ
- 1014 ذو الحجة 1446  هـ
- 1115 ذو الحجة 1446  هـ
- 1216 ذو الحجة 1446  هـ
- 1317 ذو الحجة 1446  هـ
- 1418 ذو الحجة 1446  هـ
- 1519 ذو الحجة 1446  هـ
- 1620 ذو الحجة 1446  هـ
- 1721 ذو الحجة 1446  هـ
- 1822 ذو الحجة 1446  هـ
- 1923 ذو الحجة 1446  هـ
- 2024 ذو الحجة 1446  هـ
- 2125 ذو الحجة 1446  هـ
- 2226 ذو الحجة 1446  هـ
- 2327 ذو الحجة 1446  هـ
- 2428 ذو الحجة 1446  هـ
- 2529 ذو الحجة 1446  هـ
- 261 محرم 1447  هـ
- 272 محرم 1447  هـ
- 283 محرم 1447  هـ
- 294 محرم 1447  هـ
- 305 محرم 1447  هـ
- 16 محرم 1447  هـ
- 27 محرم 1447  هـ
- 38 محرم 1447  هـ
- 49 محرم 1447  هـ

9 يونيو أو 9 حُزيران أو 9 يونيه أو يوم 9 \ 6 (اليوم التاسع من الشهر السادس) هو اليوم الستون بعد المئة (160) من السنوات البسيطة، أو اليوم الحادي والستون بعد المئة (161) من السنوات الكبيسة وفقًا للتقويم الميلادي الغربي (الغريغوري). يبقى بعده 205 يوما لانتهاء السنة.

## أحداث
- 641 - المسلمون بقيادة عمرو بن العاص يتمكنون من القضاء على آخر معاقل الروم في الإسكندرية وذلك بعد نحو عام من فتح أغلب مناطق مصر وخاصّةً حصن بابليون الذي كان يشكل عاصمة الحكم الرومي في مصر.
- 1898 - المملكة المتحدة تجبر الحكومة الصينية على التوقيع على عقد لتأجير هونغ كونغ بعد أن احتلتها عسكريًا.
- 1923 - تعيين الجنرال مكسيم ويغان مندوباً سامياً في سوريا ولبنان خلفاً لهنري غورو. بقي ويغان في المنصب حتى تشرين الثاني 1924 وخلفه موريس سراي.
- 1928 -
  - بداية البث التلفزيوني المنتظم من مدينة نيويورك لمدة ساعتين في اليوم وثلاث مرات في الأسبوع.
  - تشارليز كينجزفورد سميث وطاقمه يقومون بأول رحلة عابرة للمحيط الهادي بطائرة «فوكار إف.سفن بي /3إم» تسمى «الصليب الجنوبي»، حيث رحلوا من أوكلاند بكاليفورنيا في 31 مايو ووصلوا إلى بريزبان عبر هونولولو وفيجي، واستغرقت الرحلة 83 ساعة.
- 1938 - تشكيل القوات الجوية النيكاراغوية كقوة حربية في ناسيونال دي غارديا.
- 1940 - الجيش النرويجي يستسلم لقوات ألمانيا النازية خلال الحرب العالمية الثانية.
- 1965 - بداية ثورة ظفار في عُمان.
- 1967 -
  - الرئيس المصري جمال عبد الناصر يعلن للشعب تنحيه عن رئاسة الجمهورية وذلك بسبب الهزيمة في حرب الأيام الستة.
  - السلطات الإسرائيلية تهدم حي المغاربة بمدينة القدس.
- 1982 - طائرات القوات الجوية الإسرائيلية تشن هجومًا جويّاً كثيفًا على مواقع الدفاع الجوي السوري في البقاع اللبناني وتدمر معظمها وذلك في إطار الحرب التي تشنها على لبنان.
- 1989 - عودة العلاقات الدبلوماسية بين مصر ولبنان.
- 1996 - القوات الجوية السويدية تفتتح مدرسة لتعليم الطيران في «ساتيناس».
- 1999 - الأميرة رانيا العبد الله تتوج ملكة على المملكة الأردنية الهاشمية وذلك في يوم احتفال الملك عبد الله الثاني بتتويجه على العرش.
- 2006 - افتتاح بطولة كأس العالم لكرة القدم 2006 المقامة في ألمانيا.
- 2012 - المجلس الوطني السوري ينتخب عبد الباسط سيدا رئيسًا له خلفًا لبرهان غليون.
- 2019 - مئات الآلاف من الناس يتظاهرون ضدَّ مشروع قانون لتسليم المُجرمين بين حُكُومة هونغ كونغ والحُكُومة الاتحاديَّة الصينيَّة خوفًا من خرق الخُصوصيَّة القانونيَّة لِلمدينة المُتمتعة بِحُكمٍ ذاتيّ، وأمنها الشخصي.

## مواليد
- 1595 - الملك فواديسواف الرابع، ملك بولندا.
- 1661 - القيصر فيودر الثالث، قيصر روسيا.
- 1672 - الإمبراطور بطرس الأكبر، إمبراطور الإمبراطورية الروسية.
- 1781 - جورج ستيفنسون، مهندس إنجليزي وأول من أنشأ سكة حديدية في العالم.
- 1812 - يوهان جدفريد جال، عالم ألماني في علم الفلك.
- 1843 - برتا فون سوتنر، ناشطة سلام نمساوية حاصلة على جائزة نوبل للسلام عام 1905.
- 1851 - تشارلز بونابرت، سياسي أمريكي.
- 1875 - هنري ديل، طبيب إنجليزي حاصل جائزة نوبل في الطب لعام 1936.
- 1925 - نيللي مظلوم، ممثلة وراقصة مصرية من أصل يوناني.
- 1944 - زيزي البدراوي، ممثلة مصرية.
- 1950 - فاديا خطاب، ممثلة سورية.
- 1951 - محمد الصقر، سياسي وإعلامي كويتي.
- 1954 - إدواردو أنييلي، ابن جياني أنييللي رئيس نادي يوفنتوس السابق.
- 1960 - دان سوليفان، سياسي أسترالي.
- 1961 - مايكل جي فوكس، ممثل أمريكي / كندي.
- 1963 - جوني ديب، ممثل أمريكي.
- 1966 - محمد قاسم خضير.
- 1969 - إريك وينالدا، لاعب كرة قدم أمريكي.
- 1974 - محمد الصيرفي، ممثل كويتي.
- 1975 - أوتو أدو، لاعب كرة قدم غاني.
- 1976 - أميشا باتيل، ممثلة هندية.
- 1978 - ميروسلاف كلوزه، لاعب كرة قدم ألماني.
- 1980 - خالد عبد القدوس، لاعب كرة قدم كويتي.
- 1982 - فهد الفرحان، لاعب كرة قدم كويتي.
- 1983 -
  - بثينة الرئيسي، ممثلة عمانية.
  - فراس الخطيب، لاعب كرة قدم سوري.
- 1984 -
  - مسعود شجاعي، لاعب كرة قدم إيراني.
  - ويسلي سنايدر، لاعب كرة قدم هولندي.
- 1988 - سقراط باباستاثوبولوس، لاعب كرة قدم يوناني.
- 1989 - سيمون يعقوب، لاعب جودو من فلسطين.

## وفيات
- 68 - الإمبراطور نيرون، إمبراطور روماني.
- 373 - أفرام السرياني، قديس سرياني.
- 1870 - تشارلز ديكنز، روائي بريطاني.
- 1946 - أناندا ماهيدول ، ملك تايلندي .
- 1959 - أدولف فينداوس، عالم كيمياء ألماني حاصل على جائزة نوبل في الكيمياء عام 1928.
- 1974 - ميغل أنخل أستورياس، كاتب غواتيمالي حاصل على جائزة نوبل في الأدب عام 1967.
- 1976 ـ غيرد غايزر، أديب ألماني.
- 1989 - جورج بيدل، عالم أمريكي في علم الأحياء حاصل على جائزة نوبل في الطب عام 1958.
- 1994 - جان تنبرجن، اقتصادي هولندي حاصل على جائزة نوبل في العلوم الاقتصادية عام 1969.
- 1996 - عبد العزيز حسين، أديب وسياسي كويتي.
- 2005 - عبد الله محمود، ممثل مصري.
- 2008 - سليمان الموسى، كاتب أردني.
- 2011 -
  - جوسيب كاتالينسكي، لاعب كرة قدم بوسني.
  - توموكو كاواكامي، ممثلة أداء صوتي يابانية.
- 2017 - آدم ويست، ممثل أمريكي.

## أحداث ومناسبات
- عيد الجلوس في المملكة الأردنية الهاشمية.
- عيد ميلاد ملكة أستراليا.

## وصلات خارجية
- وكالة الأنباء القطريَّة: حدث في مثل هذا اليوم.
- النيويورك تايمز: حدث في مثل هذا اليوم.
- BBC: حدث في مثل هذا اليوم.